# Takáts Márton (teológus)
Takáts Márton (Gyöngyös, 1732. november 22. – Kalocsa, 1818. január 17.) teológiai doktor, Jézus-társasági áldozópap és tanár.

## Élete
1750. október 14-én lépett Trencsénben a rendbe; Nagyszombatban végezte felsőbb tanulmányait, hol teológiai doktorrá avatták. 1764. szeptember 2-án pappá szentelték. Budán a fizikát és Nagyszombatban a kánonjogot, matematikát és teológiát tanította. A rend feloszlatása (1773) után világi pap lett és 1776-tól kalocsai kanonok, majd 1796-tól általános helynök. 1799-től nagyprépost, 1807. augusztus 3-ától bellini fölszentelt püspök volt.

## Munkái
- Oratio de intemerata S. S. Virginis concepta. Tyrnaviae, 1763
- Panegyres Divis Ignatio et Francisco Xav. dictae. Uo. 1762, 1764 és 1774
- Assertiones logicae... 1770